# Barzizza (cognome)
Barzizza è un cognome di lingua italiana.

## Varianti
Bargiggia, Bargigia.

## Origine e diffusione
Cognome tipicamente settentrionale, è presente prevalentemente a Milano, a Bergamo, in Piemonte e in Liguria.
Potrebbe derivare dal toponimo Barzizza.

## Persone
- Gasparino Barzizza (1360-1431) – umanista, pedagogista, filologo classico e lessicografo italiano
- Giovanni Bottino Barzizza (1879-1924) – matematico e astronomo italiano
- Guiniforte Barzizza (1406-1463) – umanista italiano